# Chiropractica
Chiropractica (din limba greacă χείρ, „mână”, și πρᾶξις, „acțiune, faptă”, pronunțat kiro-practice) este o formă de medicină neconvențională care are ca scop prevenirea, diagnosticarea și tratamentul afecțiunilor sistemului musculo-scheletic, în special ale coloanei vertebrale. Această practică are origini ezoterice și se bazează pe mai multe idei pseudoștiințifice.
Inventate de Daniel David Palmer în 1895, credințele originale pe care se bazează chiropractica, subluxația și vitalismul, nu sunt demonstrate științific.

## Istorie

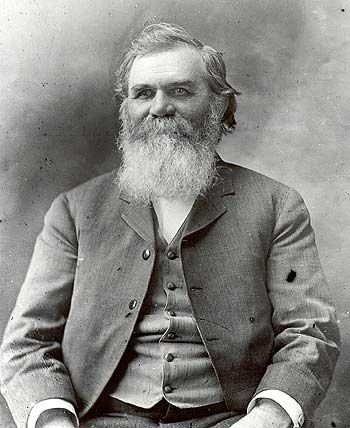
Daniel David Palmer, fondatorul chiropracticii.

Chiropractica a fost fondată în 1895, în Davenport, Iowa, de Daniel David Palmer, care a susținut că a primit-o de la „lumea cealaltă”. D.D. Palmer a prezentat această metodă într-o lumină religioasă. El va fi întemnițat pentru practică ilegală a medicinei. Metoda a fost declarată oficială în 1897 odată cu înființarea Palmer School of Chiropractic. Palmer a scris o carte despre chiropractică, The Chiropractor, publicată postum în 1914.
Fiul său, Bartlett Joshua Palmer, colonel în rezervă în Garda Națională, i-a continuat activitatea, dezvoltând-o din punct de vedere tehnic și adaptând-o la cunoștințele științifice ale vremii, adesea în contradicție cu tatăl său. El a fondat o școală de chiropractică lângă Chicago în 1902, școală care a rămas deschisă după concluziile Raportului Flexner din 1910, deoarece respecta noul standard pentru școlile de sănătate din Statele Unite. De la el provine citatul „Puterea care a făcut corpul vindecă corpul”.

## Principii generale
Chiropracticienii pun accent pe managementul conservator al sistemului neuromusculo-scheletic fără utilizarea de medicamente sau intervenții chirurgicale și se concentrează pe coloana vertebrală. Durerile de spate și de gât sunt specialitățile chiropracticii, dar mulți chiropracticieni tratează alte afecțiuni decât problemele musculo-scheletice.
Chiropractica combină elemente ale medicinei tradiționale și alternative și nu există un acord cu privire la modul de definire a profesiei: deși chiropracticienii au multe dintre atributele furnizorilor de asistență medicală primară, chiropractica are mai multe atribute ale unei specialități medicale, cum ar fi stomatologia sau podiatria.

## Tratament

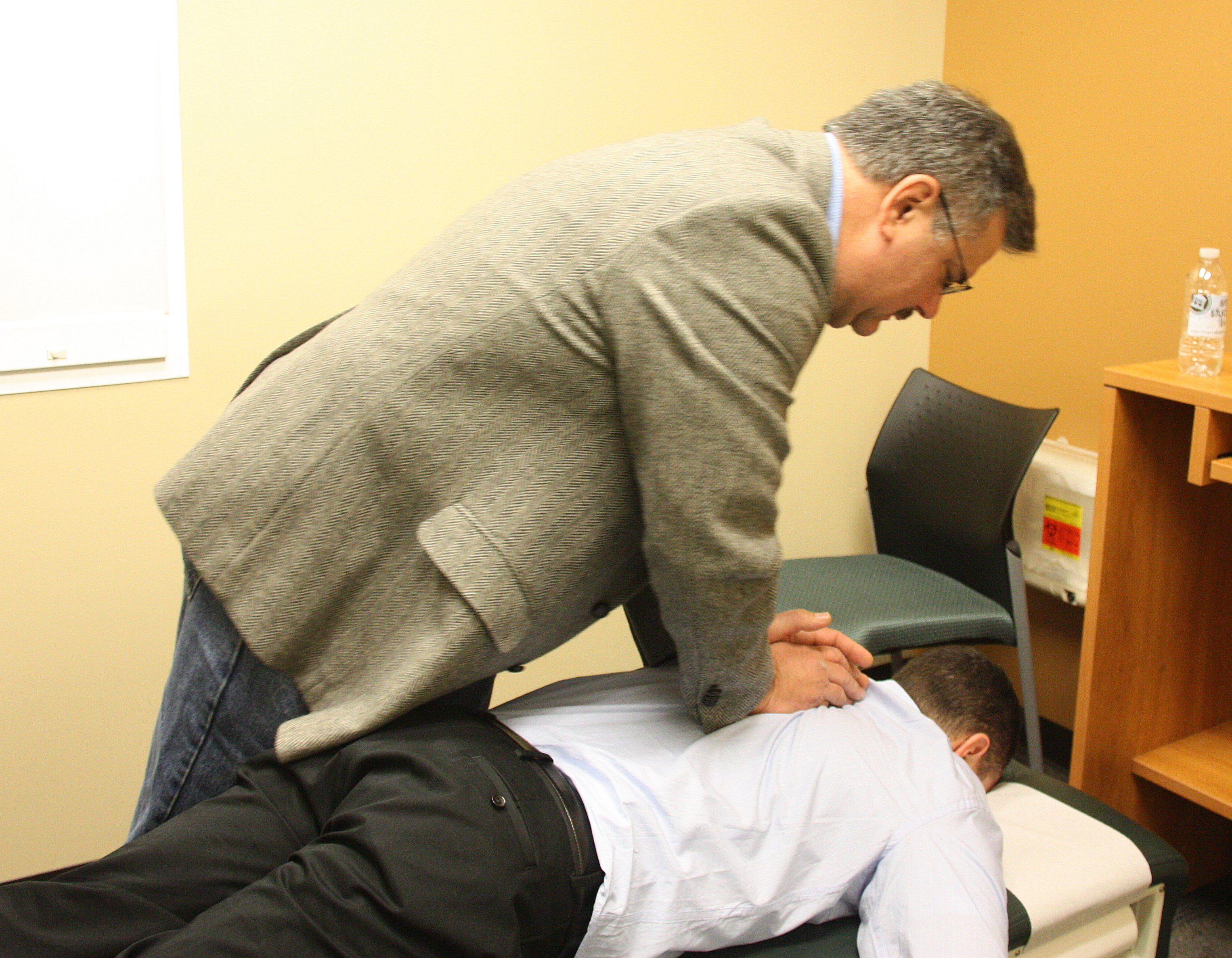
Un chiropractician efectuează o ajustare asupra unui pacient.

Manipularea coloanei vertebrale, pe care chiropracticienii o numesc „ajustare a coloanei vertebrale” sau „ajustare chiropractică”, este cel mai frecvent utilizat tratament în îngrijirea chiropractică. Manipularea coloanei vertebrale este o manevră manuală pasivă în care un complex cu trei articulații este dus dincolo de intervalul normal de mișcare, dar nu până la dislocarea sau deteriorarea articulației.

## Eficacitate și riscuri pentru sănătate
Au fost efectuate numeroase studii clinice controlate ale tratamentelor utilizate de chiropracticieni, cu rezultate diferite. Nu există dovezi concludente că tratamentul de manipulare chiropractic este eficient pentru tratamentul oricărei afecțiuni medicale, cu posibila excepție a anumitor tipuri de dureri de spate.
Nu există date suficiente pentru a stabili siguranța manipulărilor chiropractice. Manipularea este considerată relativ sigură, dar pot apărea complicații și are efecte adverse cunoscute, riscuri și contraindicații. Contraindicațiile absolute ale terapiei manipulative spinale sunt afecțiuni care nu trebuie manipulate; aceste contraindicații includ artrita reumatoidă și afecțiuni despre care se știe că duc la articulații instabile.
Manipularea coloanei vertebrale este asociată cu efecte adverse frecvente, ușoare și temporare, inclusiv durere sau rigiditate nouă sau agravată în zona afectată. Chiropractica este corelată cu o incidență foarte mare a efectelor adverse minore. În cazuri rare, manipularea coloanei vertebrale, în special a coloanei superioare, poate provoca, de asemenea, complicații care pot duce la invaliditate permanentă sau deces; acestea pot apărea la adulți și la copii.